# Торомське сільське поселення
Торо́мське сільське поселення (рос. Торомское сельское поселение) — сільське поселення у складі Тугуро-Чуміканського району Хабаровського краю Росії.
Адміністративний центр та єдиний населений пункт — село Тором.

## Населення
Населення сільського поселення становить 128 осіб (2019; 127 у 2010, 164 у 2002).

## Історія
Станом на 2002 рік існувала Торомська сільська адміністрація (село Тором). Сільське поселення утворене 28 липня 2004 року.